# Svatá Sára
Svatá Sára, známá také jako Sara-la-Kâli, je patronkou Romů. Centrem její úcty je Saintes-Maries-de-la-Mer, poutní místo pro Romy v oblasti Camargue v jižní Francii. Legenda ji identifikuje jako služebnici jedné ze Tří Marií, se kterou údajně dorazila lodí na toto místo po ukřižování Krista. Svatá Sára sdílí své jméno s hinduistickou bohyní Kálí, která je oblíbenou bohyní v severní Indii, odkud Romové pocházejí.

## Historie
Podle různých legend byli během pronásledování raných křesťanů, běžně uváděného v roce 42, Lazar, jeho sestry Marie a Marta, Marie Solome, Mary Jacobe a Maximin vysláni na moře. Bezpečně dorazili na jižní břeh Galie na místo později zvané Saintes-Maries-de-la-Mer. Sára, rodačka z Berenice Troglodyca, se objevuje jako černá indoegyptská služebná jedné ze Tří Marií, obvykle Marie Salome. Domorodci z Berenice Troglodytica měli předky, kteří kdysi přišli z Malabarského pobřeží prostřednictvím indicko-římských obchodních vztahů, usadili se v Egyptě (římská provincie) a uzavřeli sňatek s Egypťany.
Ačkoli tradice příchodu Tří Marií do Francie pochází z vrcholného středověku a objevila se například ve Zlaté legendě ze 13. století, svatá Sára se poprvé objevila v knize Vincenta Philippona Legenda Saintes- Maries (1521), kde je zobrazena jako „charitativní žena, která pomáhala lidem sbíráním almužen, což vedlo k obecnému přesvědčení, že je Cikánka“. Následně Sáru přijali Romové jako svoji svatou.
Spisovatel Dan Brown v Šifře mistra Leonarda uvádí, že je Svatá Sára dcerou Ježíše Krista a Marie Magdaleny, jde však spíše o neprověřenou spekulaci.

## Symboly
Svatá Sára je symbolem ženskosti a plodnosti. Je ochránkyní, která se stará zejména o ty nejutlačovanější. Slouží jako symbol pro utlačované. Sára je také romský symbol uctívaný i mimo tradiční katolické bohoslužby. Katolická církev svatou Sáru neuznává a ve Francii je proto tolerována jen díky své popularitě. Jejím symbolem je černá madona, jež slouží mnoha lidem k uctívání. Dřevěná socha svaté Sáry je zakryta vrstvami zářivého šatu, který jí přinášejí věřící, již jí při svých poutích šeptají soukromá přání a tajemství.

## Pouť
Dnem pouti k úctě svaté Sáry je 24. květen. Socha svaté Sáry je v tento den snesena dolů k moři, aby znovu ztvárnila její příjezd do Francie. Porovnáme-li obřady s obřady prováděnými ve Francii ve svatyni Sainte Sara (romsky nazývané Sara e Kali), uvědomíme si, že uctívání Kali/Durgy/Sary bylo přeneseno na křesťanskou postavu. Ve Francii kult svaté Sary neexistuje, naopak je velmi vzýván skupinami v Indii. Někteří autoři nakreslili paralely mezi obřady poutě a uctíváním hinduistické bohyně Kalí. Samotné jméno „Sára“ je vidět v pojmenování Durga jako Kalí ve slavném textu Durgasaptashati.